# Musculatura ánterolateral
Es uno de los grupos musculares de la pared abdominal:
- grupo de músculos como los bíceps o deltoides...  u oblicuo externo: el músculo más externo, se origina por la parte craneal en la cara externa y borde inferior de las ocho últimas costillas, por la parte caudal se inserta mediante la aponeurosis en la cresta ilíaca, borde anterior del coxal y pubis.

- oblicuo menor u oblicuo interno: se origina en la espina ilíaca posterosuperior, que continúa con aponeurosis y fascias y se vuelve a abrir insertándose en dos mitades en el recto anterior del abdomen, envolviéndose a éste.

- transverso: la dirección de sus fibras es transversa. Se origina desde la séptima a la decimosegunda costilla, va a continuar con una banda aponeurótica que se va a abrir en dos envolviendo a los rectos anteriores del abdomen.